# Ramona Schröpf
Ramona Schröpf (* 1974 in Tirschenreuth) ist eine deutsche Sprach- und Übersetzungswissenschaftlerin. Sie lehrt an der Fachhochschule Dortmund im Fachbereich Wirtschaft. Sie ist Mitgründerin und Mitherausgeberin der Reihe Studien zur Translation und Interkulturellen Kommunikation in der Romania.

## Leben
Nach dem erfolgreichen Abschluss einer Ausbildung zur Industriekauffrau im Jahr 1997 begann Ramona Schröpf ein Studium zur Diplom-Übersetzerin für Französisch, Spanisch und Englisch an der Universität des Saarlandes, welches sie 2004 abschloss. Während ihrer Studienzeit verbrachte sie einige Zeit an der Universität Las Palmas de Gran Canaria, Spanien, der Universität Pompeu Fabra, Spanien, sowie der Universität Aix-Marseille, Frankreich. Ihren Doktorgrad erlangte sie 2009 mit der Dissertation zu dem Thema Translatorische Dimensionen von Konnektorensequenzen im Spanischen und im Französischen. Ein Beitrag zur linguistisch orientierten Übersetzungswissenschaft Romanisch – Deutsch, ebenfalls an der Universität des Saarlandes, wo sie von 2006 bis 2010 als wissenschaftliche Mitarbeiterin am Lehrstuhl Romanische Übersetzungswissenschaft angestellt war. Ab 2008 war sie für eine Dauer von fünf Jahren Lehrkraft für besondere Aufgaben an der Fakultät für Wirtschaftswissenschaften der Hochschule für Technik und Wirtschaft des Saarlandes. Im Jahr 2009 übernahm Ramona Schröpf ein Semester lang die Vertretung der Professur für Französische Sprach- und Kulturwissenschaft am Institut für Translation und Mehrsprachige Kommunikation der Fachhochschule Köln, wo sie 2012/2013 außerdem als Dozentin für audiovisuelle Übersetzung beschäftigt war. Von 2010 bis 2013 widmete sie sich als wissenschaftliche Mitarbeiterin der RWTH Aachen insbesondere der romanischen Sprachwissenschaft. Seit 2013 ist Ramona Schröpf als Lehrkraft für besondere Aufgaben im Fachbereich Wirtschaft an der Fachhochschule Dortmund angestellt.

## Forschung
Ramona Schröpf forscht auf dem Gebiet der Sprach- und Übersetzungswissenschaft und fokussiert sich dabei auf folgende Forschungsschwerpunkte:
- Audiovisuelle Übersetzung
- kontrastive Medienlinguistik
- kontrastive Textlinguistik
- Medienrhetorik
- Übersetzungsdidaktik

## Publikationen (Auswahl)
Eine vollständige Liste aller Publikationen von Ramona Schröpf findet sich auf der Seite der Fachhochschule Dortmund.
Herausgeberschaften und Mitherausgeberschaften:
- (2013) Schröpf, Ramona (Hrsg.): „Medien als Mittel urbaner Kommunikation. Kontrastive Perspektiven Französisch – Deutsch.“ In der Reihe: Bastian, Sabine / Wolf, Ekkehardt (Hrsg.): Sprache – Kultur – Gesellschaft. Beiträge zu einer anwendungsbezogenen Sozio- und Ethnolinguistik. Peter Lang, Frankfurt a. M. u. a., ISBN 978-3-631-64078-4.
- (2013) Schröpf, Ramona / Rentel, Nadine (Hrsg.): Studien zur Translation und Interkulturellen Kommunikation in der Romania. Frankfurt a. M. u. a Peter Lang.
- (2014) Schröpf, Ramona / Reutner, Ursula / Rentel, Nadine (Hrsg.): „Von der Zeitung zur Twitterdämmerung. Medientextsorten und neue Kommunikationsformen im deutsch-französischen Vergleich.“ In: Medienwissenschaft. Band 3, LIT Verlag, Münster, ISBN 978-3-643-12451-7.

Monographien:
- (2008) Die fabelhafte Welt der Untertitelung. Übersetzungsstrategien und kulturbedingte Probleme im Sprachenpaar Französisch – Deutsch. VDM-Verlag, Saarbrücken, ISBN 978-3-8364-4643-3.
- (2009) Translatorische Dimensionen von Konnektorensequenzen im Spanischen und Französischen. Ein Beitrag zur linguistisch orientierten Übersetzungswissenschaft Romanisch – Deutsch. Peter Lang, Frankfurt a. M. u. a., ISBN 978-3-631-58714-0. (Dissertation)

Aufsätze:
- (2009) „'Wenn einer eine Reise tut...'. Kommentar, Voice-over und Untertitelung im Filmgenre Reisereportage.“ In: Goldstein, Angelika / Golubovic, Biljana (Hrsg.): Foreign language movies now – dubbing vs. subtitling. Verlag Dr. Kovac, Hamburg, ISBN 978-3-8300-4401-7, S. 169–184.
- (2011) „Implizitheit in Texten der Medienberichterstattung. Eine Analyse anhand der multilingualen Nachrichtenplattform euronews.net zum romanisch-deutschen Sprachvergleich“. In: Lavric, Eva / Pöckl, Wolfgang / Schallhart, Florian (Hrsg.): Comparatio delectat. Akten der VI. Internationalen Arbeitstagung zum romanisch-deutschen und innerromanischen Sprachvergleich. Innsbruck, 3.–5. September 2008, Teil 1, Reihe: InnTrans. Innsbrucker Beiträge zu Sprache, Kultur und Translation – Band 4, Peter Lang Verlag, Frankfurt a. M. u. a., ISBN 978-3-631-59683-8, S. 443–457.
- (2012) „Modalpartikeln als Emotionsmarker in der Filmuntertitelung“. In: Bauer, Lydia / Reinke, Kristin (Hrsg.) (2012): Colère – force destructive et potentiel créatif. L'émotivité dans la littérature et le langage. Wut – zerstörerische Kraft und kreatives Potential. Emotionalität in Literatur und Sprache. Frank&Timme Verlag, Berlin, ISBN 978-3-86596-386-4, S. 49–66.
- (2012) „Escribir para el oído – Schreiben fürs Hören. Eine kontrastive Untersuchung ausgewählter medienrhetorischer Charakteristika in den Fernsehnachrichten als Beitrag zu einer linguistisch orientierten komparativen Journalismusforschung“. In: Atayan, Vahram /  Wienen, Ursula (Hrsg.): Sprache – Rhetorik – Translation. Festschrift für Alberto Gil zu seinem 60. Geburtstag. Peter Lang, Frankfurt am Main u. a., ISBN 978-3-631-63901-6, S. 225–238.
- (2013) „Bahnhofskiosk vs. World Wide Web. Strategien der Lesergewinnung in Print- und Online-Medien im deutsch-französischen Vergleich“. In: Schröpf, Ramona (Hrsg.): Medien als Mittel urbaner Kommunikation. Kontrastive Perspektiven Französisch – Deutsch. Peter Lang, Frankfurt a. M., ISBN 978-3-631-64078-4, S. 109–129.

Lehrwerke:
- (2011) Schröpf, Ramona / Gueye, El Hadji / Koschewski, Ursula: Französisch betrifft uns: La francophonie, Unterrichtsmaterialien für den Französisch-Unterricht für die Sek. II und die Klasse 10. Bergmoser + Höller Verlag AG, Aachen.
- (2011) Schröpf, Ramona / Gueye, El Hadji: Französisch betrifft uns: Monsieur Ibrahim et les fleurs du Coran et Antéchrista, Unterrichtsmaterialien für den Französisch-Unterricht für die Sek. II und die Klasse 10. Bergmoser + Höller Verlag AG, Aachen.